# 25340 Segoves
25340 Segoves este o planetă minoră (asteroid), cu un diametru de 1,278 km, din centura de asteroizi. A fost descoperită pe 10 septembrie 1999 la Observatorul Kleť de Miloš Tichý⁠(d). 
Obiectul prezintă o orbită caracterizată de o semiaxă mare de 1,9679085 UAi, o excentricitate de 0,07, o înclinație de 20,26733 ° în raport cu ecliptica.